# Голо оръжие 33 и 1/3: Последната обида
„Голо оръжие 33 и 1/3: Последната обида“ или „Голият пищов 33 1/3“ е американска криминална комедия от 1994 г., и е третият и последен филм от филмовата поредица „Голо оръжие“, който е базиран на телевизионния сериал „Полицейски отряд!“. Режисьор е Питър Сегал, и участват Лесли Нилсен, Присила Пресли, Рикардо Монталбан, Джордж Кенеди (в последната му филмова роля) и Фред Уорд.

## Актьорски състав
| Актьор            | Роля                   |
| ----------------- | ---------------------- |
| Лесли Нилсен      | Лейтенант Франк Дребин |
| Присила Пресли    | Джейн Спенсър          |
| Джордж Кенеди     | Капитан Ед Хокън       |
| О Джей Симпсън    | Детектив Нордбърг      |
| Фред Уорд         | Роко Дилън             |
| Катлийн Фрийман   | Мюриел Дилън           |
| Анна Никол Смит   | Таня Питърс            |
| Елън Грийн        | Луис                   |
| Ед Уилямс         | Тед Олсен              |
| Рей Бирк          | Пахпсхмир              |
| Джеймс Ърл Джоунс | Себе си                |
| Олимпия Дукакис   | Себе си                |
| Ракел Уелч        | Себе си                |
| Джо Грифаси       | Режисьорът             |

## В България
В България филмът е издаден на „Александра Видео“ на 12 декември 1994 г.
На 18 юли 2007 г. е излъчен по „Би Ти Ви“ във сряда от 20:00 ч.
На 8 ноември 2008 г. е излъчен по „Диема“, и се излъчват повторения по „Нова телевизия“ и „Кино Нова“.
Повторенията на филма се излъчват по „Фокс“, заедно с трите филма.
Български дублаж
| Озвучаващи артисти  | Ани Василева Христина Ибришимова Здравко Методиев Силви Стоицов Емил Емилов Светозар Кокаланов |
| Преводач            | Илияна Велчева                                                                                 |
| Тонрежисьор         | Венцислав Станков                                                                              |
| Режисьор на дублажа | Димитър Кръстев                                                                                |